# Golfe de Gemlik
Le Golfe de Gemlik (en turc : Gemlik Körfezi), anciennement golfe de Moudania, est un golfe sur la côte sud-est de la mer de Marmara, en Turquie. Il se trouve à l'ouest d'İznik. Les villes principales qui bordent ce golfe sont Mudanya, Gemlik and Armutlu.